# 1494年
| 千纪： | 2千纪 |
| 世纪： | 14世纪 \| 15世纪 \| 16世纪                                                                                 |
| 年代： | 1460年代 \| 1470年代 \| 1480年代 \| 1490年代 \| 1500年代 \| 1510年代 \| 1520年代                           |
| 年份： | 1489年 \| 1490年 \| 1491年 \| 1492年 \| 1493年 \| 1494年 \| 1495年 \| 1496年 \| 1497年 \| 1498年 \| 1499年 |
| 纪年： | 甲寅年（虎年）；明弘治七年；越南洪德二十五年；日本明應三年                                                 |

## 大事记
- 1月25日——阿方索即位那不勒斯國王，開始試圖幫助女婿吉安·加莱亚佐·斯福尔扎（名義上的米蘭公爵）奪取米蘭公國的實權。
- 6月7日——在教皇斡旋下，西班牙和葡萄牙达成瓜分世界的《托德西利亚斯条约》。
- 8月底，法國國王查理八世在米蘭公國的實際掌權者盧多維科·斯福爾扎的鼓動下，親率大軍越過阿爾卑斯山，出現在倫巴第，開啟了禍亂60年的義大利戰爭。
- 10月21日——米蘭公爵吉安·加莱亚佐·斯福尔扎突然去世並由卢多维科·斯福尔扎繼位。
- 當法國國王查理八世的軍隊鄰近佛羅倫斯時，佛羅倫斯僭主皮耶罗二世·德·美第奇迅速的投降，使麥地奇家族被佛羅倫斯人民驅逐。
- 比安卡·玛丽亚·斯福尔扎在叔父米蘭公爵卢多维科·斯福尔扎主導下，成為神圣罗马帝国皇帝马克西米利安一世的皇后，马克西米利安一世從這場婚姻獲得大量現金，幫助他在1508年正式獲得加冕，马克西米利安一世則正式授予盧多維科·斯福爾紮米蘭公爵的封號，承認斯福爾扎家族對米蘭公國的統治。

## 出生
- 3月24日——格奧爾格·阿格里科拉，德國學者，被譽為「礦物學之父」（1555年11月21日去世）
- 9月12日——弗朗索瓦一世，法國國王，文藝之父和復興者。（1547年逝世）
- 11月6日——蘇萊曼一世，鄂圖曼帝國第10位、也是在位時間最長的蘇丹。

## 逝世
- 吉安·加莱亚佐·斯福尔扎，米蘭公爵。